# Новоанновка (Криворожский район)
Новоанновка (укр. Новоганнівка) — село,
Лозоватский сельский совет,
Криворожский район,
Днепропетровская область,
Украина.
Код КОАТУУ — 1221884005. Население по переписи 2001 года составляло 350 человек.

## Географическое положение
Село Новоанновка находится на расстоянии в 2,5 км от села Базарово.
По селу протекает пересыхающий ручей с запрудой.